# هوراس بی. کارپنتر
هوراس بی. کارپنتر (انگلیسی: Horace B. Carpenter؛ ‏ ۳۱ ژانویهٔ ۱۸۷۵ – ۲۱ مهٔ ۱۹۴۵) فیلم‌نامه‌نویس، کارگردان و بازیگر اهل ایالات متحده آمریکا بود. وی بین سال‌های ۱۹۱۴ تا ۱۹۴۵ میلادی فعالیت می‌کرد.
از فیلم‌ها یا برنامه‌های تلویزیونی که وی در آن نقش داشته‌است می‌توان به بربادرفته، کارمن، عرب، دلقک، مردی درجعبه و بچه آریزونا اشاره کرد.